# Jacob Leonard Utterman
Jacob Leonard Utterman, var en svensk tecknare och litograf verksam under 1800-talets första hälft
Utterman har utfört litografier efter Fredric Westins arbeten och teckningar med landskap och bruksmotiv. För att sprida sina kunskaper skrev han och utgav läroboken Principer för landskapsteckningar och textstilboken Försök i alphabeter för textning med 12 planscher samt en Kärleks- och äktenskaps abcbok för flickor och fruar.